# هوني بوت

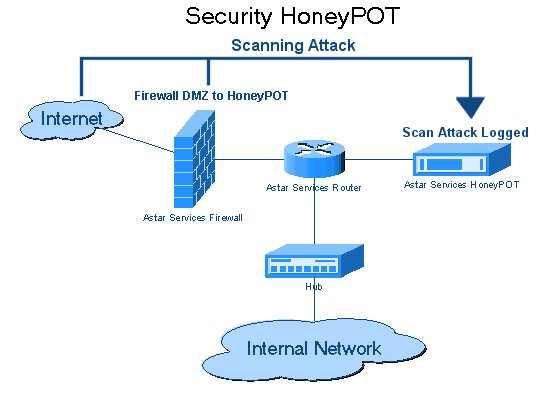

هوني بوت (بالإنجليزية: Honeypot)‏ و يعني بالإنجليزية قدر العسل أو مصائد مخترقي الشبكات مصطلح من مصلحات الحاسوب، وهو عبارة عن فخ لتقصي المحاولات غير المصرحة للولوج إلى نظام الكمبيوتر يتم وضعها في عدة أماكن داخل الشبكة لكي تتم معرفة كيف يقوم مخترقو القبعة السوداء بالتجسس وإستغلال الضعف في نظم الحاسب. يتكون الهوني بوت بشكل عام من جهاز حاسوب ومعلومات وموقع شبكة والذي يظهر ليكون جزء من الشبكة ولكن في الواقع هو معزول ومراقب، ويبدو وكأنه يحتوي على معلومات ومصادر ذات قيمة للمتطفل وهو في الواقع مجرد فخ لصيد القراصنة والمتطفلين.
تكون الهوني بوت في العادة عبارة عن أجهزة وهمية مصممة لمحاكاة أجهزة حقيقية فيما يكون دورها هو إفتعال أو خلق مظهر تشغيل خدمات كاملة و
تطبيقات، مع المنافذ المفتوحة التي يمكن العثور عليها في أي نظام أو سرفر في الشبكة.

## الأنواع
يمكن تصنيف الهوني بوت إستناداً على طريقة نشر (استخدام/العمل) وعلى أساس مستوى مشاركته. وبناء على النشر، ويمكن تصنيف مصائد مخترقي الشبكات عبر على النحو التالي:
1. هوني بوت الإنتاج
2. هوني بوت البحث

هوني بوت الإنتاج تكون سهلة الاستخدام، وتقوم بإلتقاط معلومات محدودة، وتستخدم في المقام الأول من قبل الشركات أو المؤسسات. يتم وضع هوني بوت الإنتاج داخل شبكة الإنتاج مع خوادم الإنتاج الأخرى من قبل المنظمة/الشركة لتحسين مستوى الأمن بشكل العام. عادتاً، هوني بوت الإنتاج تكون ذو تفاعل منخفض، والتي هي أسهل للنشر. إنها تعطي معلومات أقل حول الهجمات أو المهاجمين هوني بوت البحث.
هوني بوت البحث يتم تشغيلها لجمع المعلومات حول الدوافع وتكتيكات لمجتمع القبعة سوداء مستهتدفتاً شبكات مختلفة. هذه الهوني بوتس لا تضيف قيمة مباشرة إلى منظمة معينة. بدلاً من ذلك، يتم استخدامها للبحث عن التهديدات التي تواجه المنظمات ولمعرفة كيفية توفير حماية أفضل ضد تلك التهديدات. هوني بوت البحث معقدة في النشر والمحافظة، والتقاط المعلومات واسعة النطاق، وتستخدم في المقام الأول عن طريق البحث والعسكرية، أو المنظمات الحكومية.
و بنائاً على معايير التصميم، يمكن تصنيف الهوني بوت إلى:
1. هوني بوت نقية
2. هوني بوت عالية التفاعل
3. هوني بوت منخفظة التفاعل